# Burnaby—Richmond
Pour les articles homonymes, voir Burnaby (homonymie) et Richmond.
Burnaby—Richmond (aussi connue sous le nom de Burnaby—Richmond—Delta) est une ancienne circonscription électorale fédérale de la Colombie-Britannique, représentée de 1949 à 1979.
La circonscription de Burnaby—Richmond est créée en 1947 avec des parties de New Westminster et Vancouver-Nord. En 1970, Burnaby—Richmond devient Burnaby—Richmond—Delta. Abolie en 1976, elle est redistribuée parmi Burnaby et Richmond—Delta-Sud.

## Géographie
En 1966, la circonscription de Burnaby—Richmond comprenait:
- Une partie de la municipalité de Burnaby
- Une partie de la municipalité de Richmond

## Députés
1. 1949-1957 — Tom Goode, PLC
2. 1957-1958 — Thomas Irwin, CS
3. 1958-1962 — John Drysdale, PC
4. 1962-1968 — Bob Prittie, NPD
5. 1968-1972 — Thomas Henry Goode, PLC
6. 1972-1978 — John Reynolds, PC
7. 1978-1979 — Tom Siddon, PC

- CS = Parti Crédit social
- NPD = Nouveau Parti démocratique
- PC = Parti progressiste-conservateur
- PLC = Parti libéral du Canada